# Баллерини, Келси
Келси Баллерини (англ. Kelsea Ballerini) — американская кантри-поп-певица и автор песен. Лауреат премии ACM Awards в категории «Лучшая новая кантри-певица».

## Биография
См. также «Kelsea Ballerini Career» в английском разделе.
Родилась 12 сентября 1993 года в США (Mascot, Tennessee) и выросла в Ноксвилле. Её отец программист на кантри-радио и частично итальянец по происхождению.
Её мать работала в маркетинге в издательской компании Thomas Nelson Bible publishing и в спонсорской компании. С 3 до 13 лет училась танцам. Пела в церковном и школьном хорах.
Свою первую песню она сочинила в 12 лет для своей мамы и спустя три года переехала в Нашвилл. Училась в Lipscomb University.
4 июля 2015 года её сингл «Love Me Like You Mean It» достиг первого места в радиоэфирном хит-параде Billboard Country Airplay chart, сделав Баллерини первой сольной кантри-певицей сразу же с дебютным своим синглом достигшим вершины чарта впервые после Кэрри Андервуд (2006, «Jesus, Take the Wheel») и только 11-й в истории. Баллерини также стала только 5-й в истории сольной кантри-певицей с двумя подряд дебютными синглами, ставшими чарттопперами («Dibs») в радиоэфирном хит-параде Country Airplay chart. Она стала первой, сделавшей это впервые после Jamie O'Neal, достигшей этого в 2001 году. Третий сингл с альбома «Peter Pan» вышел на кантри-радио 21 марта 2016 года и достиг первого места в двух кантри-чартах, и в Country Airplay и в Hot Country Songs в сентябре 2016, сделав Баллерини первой сольной кантри-певицей в этих двух кантри-чартах одновременно. Это достижение сделало Баллерини первой сольной певицей, имеющей три первых сингла на позиции № 1 после такой кантри-звёзды как Вайнонны Джадд (1992).

## Личная жизнь
Со 2 декабря 2017 года Келси была замужем за кантри-певцом Морганом Эвансом, с которым она встречалась 21 месяц до их свадьбы. В ноябре 2022 году она развелась с Эвансом, а в 2023 году сообщила прессе, что состоит в отношениях с актёром Чейзом Стоуксом. Репортажи об отношениях Баллерини и Стоукса систематически публикуются в англоязычных «глянцевых» журналах.

## Дискография
См. также «Kelsea Ballerini Discography» в английском разделе.

### Студийные альбомы
- The First Time (№ 4 в Top Country Albums, 2015)
- Unapologetically (№ 3 в Top Country Albums)
- Kelsea (№ 2 в Top Country Albums)
- Subject to Change (2022) (№ 3 в Top Country Albums)
- Patterns (2024) (№ 1 в Top Country Albums)

### Синглы
| Год                                     | Сингл                          | Позиция    | Позиция            | Позиция | Позиция     | Позиция | Позиция | Сертификации                  | Продажи       | Альбом           |
| Год                                     | Сингл                          | US Country | US Country Airplay | US      | CAN Country | CAN     | NZ Hot  | Сертификации                  | Продажи       | Альбом           |
| --------------------------------------- | ------------------------------ | ---------- | ------------------ | ------- | ----------- | ------- | ------- | ----------------------------- | ------------- | ---------------- |
| 2014                                    | «Love Me Like You Mean It»     | 5          | 1                  | 45      | 3           | 61      | —       | - RIAA: Платиновый - MC: Gold | - US: 596,000 | The First Time   |
| 2015                                    | «Dibs»                         | 7          | 1                  | 58      | 8           | 96      | —       | - RIAA: Платиновый            | - US: 457,000 | The First Time   |
| 2016                                    | «Peter Pan»                    | 1          | 1                  | 35      | 4           | 75      | —       | - RIAA: Платиновый - MC: Gold | - US: 672,000 | The First Time   |
| 2016                                    | «Yeah Boy»                     | 9          | 3                  | 65      | 2           | —       | —       | - RIAA: Gold                  | - US: 195,000 | The First Time   |
| 2017                                    | «Legends»                      | 10         | 1                  | 68      | 3           | —       | —       | - RIAA: Gold                  | - US: 171,000 | Unapologetically |
| 2018                                    | «I Hate Love Songs»            | 28         | 25                 | —       | —           | —       | —       | - RIAA: Gold                  | - US: 94,000  | Unapologetically |
| 2018                                    | «Miss Me More»                 | 7          | 2                  | 47      | 1           | 70      | —       | - RIAA: Платиновый            | - US: 231,000 | Unapologetically |
| 2019                                    | «Homecoming Queen?»            | 14         | 17                 | 65      | 15          | —       | 30      | - RIAA: Платиновый            | - US: 70,000  | Kelsea           |
| 2020                                    | «The Other Girl» (with Halsey) | 19         | 52                 | 95      | —           | —       | 18      |                               |               | Kelsea           |
| 2020                                    | «Hole in the Bottle»           | 50         | 55                 | —       | —           | —       | —       |                               |               | Kelsea           |
| "—" прочерк означает неучастие в чарте. |                                |            |                    |         |             |         |         |                               |               |                  |

## Награды и номинации
| Год  | Церемония                        | Категория/ Номинированная работа                                                                                               | Результат | Ref    |
| ---- | -------------------------------- | --- | --------- | ------ |
| 2015 | CMT Music Awards                 | Breakthrough Video of the Year «Love Me Like You Mean It»                                                                      | Номинация | [ 49 ] |
| 2015 | Country Music Association Awards | Female Vocalist of the Year | Номинация | [ 50 ] |
| 2015 | Country Music Association Awards | New Artist of the Year | Номинация | [ 50 ] |
| 2015 | American Music Awards            | Favorite Country Female Artist                                                                                                 | Номинация | [ 51 ] |
| 2015 | Billboard́s Women in Music        | Rising Star | Победа    | [ 52 ] |
| 2016 | ACM Awards                       | New Female Vocalist of the Year                                                                                                | Победа    | [ 2 ]  |
| 2016 | ACM Awards                       | Female Vocalist of the Year | Номинация | [ 53 ] |
| 2016 | Teen Choice Awards               | Choice Music: Country Artist                                                                                                   | Номинация | [ 54 ] |
| 2016 | Teen Choice Awards               | Choice Music: Country Song «Peter Pan»                                                                                         | Номинация | [ 55 ] |
| 2016 | Country Music Association Awards | Female Vocalist of the Year | Номинация | [ 56 ] |
| 2016 | Country Music Association Awards | New Artist of the Year | Номинация | [ 56 ] |
| 2016 | American Music Awards            | Favorite Country Female Artist                                                                                                 | Номинация | [ 57 ] |
| 2017 | People's Choice Awards           | Favorite Country Female Artist                                                                                                 | Номинация | [ 58 ] |
| 2017 | Grammy Awards                    | Best New Artist | Номинация | [ 59 ] |
| 2017 | Radio Disney Music Awards        | Breakout Artist Of The Year | Номинация | [ 60 ] |
| 2017 | Radio Disney Music Awards        | Country Favorite Artist | Победа    | [ 61 ] |
| 2017 | Radio Disney Music Awards        | Country Favorite Song «Peter Pan»                                                                                              | Победа    | [ 60 ] |
| 2017 | Radio Disney Music Awards        | Best Crush Song «Yeah Boy» | Номинация | [ 62 ] |
| 2017 | Kids' Choice Awards              | Favorite New Artist | Номинация | [ 63 ] |
| 2017 | iHeartRadio Music Awards         | Best New Artist | Номинация | [ 64 ] |
| 2017 | iHeartRadio Music Awards         | Best New Country Artist | Победа    | [ 64 ] |
| 2017 | ACM Awards                       | Female Vocalist of the Year | Номинация | [ 65 ] |
| 2017 | ACM Awards                       | Video of the Year «Peter Pan»                                                                                                  | Номинация | [ 65 ] |
| 2017 | CMT Music Awards                 | Video of the Year «Peter Pan»                                                                                                  | Номинация | [ 66 ] |
| 2017 | CMT Music Awards                 | Female Video of the Year «Peter Pan»                                                                                           | Номинация | [ 66 ] |
| 2017 | CMT Music Awards                 | CMT Performance of the Year «You're Still the One/Any Man of Mine/Man! I Feel Like a Woman!» with (Meghan Trainor, Jill Scott) | Номинация | [ 66 ] |
| 2017 | Academy of Country Music Awards  | Gene Weed Milestone Award | Победа    | [ 67 ] |
| 2017 | Teen Choice Awards               | Choice Country Artist | Номинация | [ 68 ] |
| 2018 | ACM Awards                       | Female Vocalist of the Year | Номинация | [ 69 ] |
| 2018 | ACM Awards                       | Video of the Year «Legends» | Номинация | [ 69 ] |
| 2018 | Billboard Music Awards           | Top Female Country Artist | Номинация | [ 70 ] |